# كولن جوردن
كولن جوردن (بالإنجليزية: Colin Jordan) هو سياسي بريطاني، ولد في 19 يونيو 1923 في برمنغهام في المملكة المتحدة، وتوفي في 9 أبريل 2009 في جسر باتيلي في المملكة المتحدة. حزبياً، نشط في British People's Party (1939) ‏.